# 气球炸弹

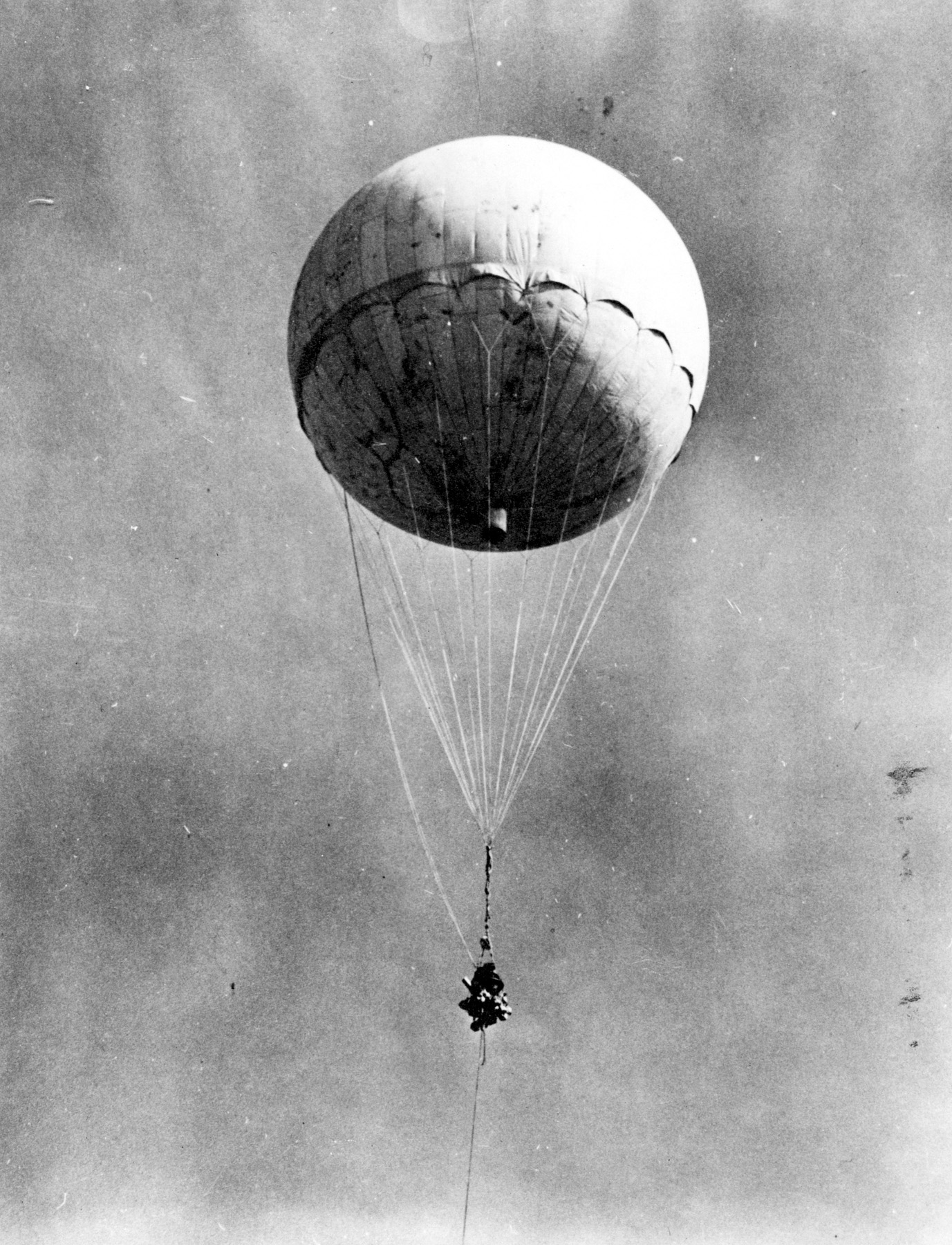
美国人把墜落在加州的气球炸弹重新充气及展示

氣球炸彈，是日本在二次大戰時期為襲擊美國本土而開發的一種武器，於太平洋戰爭後期被應用於二战美洲战区。1944年11月到1945年4月，日本面對日益惡化的戰局，為了對在戰線後方的美國本土進行侵擾，日軍放出超过9,000个攜帶炸彈的氫氣球，利用高速氣流（噴射氣流，英語：Jet Stream）吹送到北美。氣球透過氣壓計測量氣壓的變化，得出氣球在飛行期間的上升及下降次數，從而算出氣球可能已經飄到美國本土，然後釋出掛在氣球的炸彈。大约300个气球炸弹在北美被观测到，造成了6人死亡和一些规模较小的破坏。

## 设计
這種炸彈設計的難點在於：
- 需要精確預測高空氣流的動態。北半球的西風帶和遼闊的太平洋使得氣球能被送到美國。
- 控制設備能精確控制氣球高度。氣球使用了氣壓來確定高度，同時利用掛載在吊艙外的沙包控制氣球的飛行高度，當高度過低時便逐次拋棄沙包。
- 為了確定降落的時機，氣球採用了計時器的辦法。

## 死亡人数
1945年5月5日，美国俄勒冈州的一名妇女和五名儿童，在拉扯挂在树枝上的气球炸弹的过程中，引发了爆炸，造成6人当场死亡。这也成为二战期间美国本土上唯一的平民伤亡。

## 美国反应
共計有約9000個氣球炸彈在6個月內投放出去。美國受到少量損失，造成部分平民傷亡，及頻繁的森林火災。但由於美方採取了新聞管制措施，防止消息洩漏，讓日軍無法透過美國的媒體報導確認戰果。同時，美軍透過分析拾獲之氣球內，所攜帶之沙包內之沙礫成分，推測出氣球製造工廠大約位置，對這些工廠加強轟炸，迫使日軍不得不將氣球工廠四處遷移。日方後來因不知效果如何，加上本土戰爭工業遭美軍空襲，損失慘重，中止了此項計劃。

## 外部連結
- The Fire Balloons （页面存档备份，存于）
- YouTube上的Fire Balloons - US Navy Training Film from World War Two